# Квинесдал
Квинесдал (норв. Kvinesdal) — коммуна в губернии Вест-Агдер в Норвегии. Административный центр коммуны — город Ликнес. Официальный язык коммуны — нейтральный. Население коммуны на 2007 год составляло 5629 чел. Площадь коммуны Квинесдал — 962,84 км², код-идентификатор — 1037.

## История населения коммуны
Население коммуны за последние 60 лет.

Статистика коммуны Квинесдал

## Экономика
В коммуне расположен марганцевый завод Eramet Kvinesdal компании Eramet.